# Дейра (королівство)
Дейра — англське королівство на території сучасної Великої Британії, що утворилася близько 560 року в результаті боротьби з бриттською державою Ебраук. Тривалий час боролася з бриттами, королівствами Мерсія та Берніція. В 604 році вперше об'єднана з Берніцією. В 679 році остаточно стала частиною останнього, утворивши нове королівство — Нортумбрію.

## Історія
Германське плем'я англів оселилося у Північній Британії десь на початку V ст. На території бриттського королівства Ебраук утворилося декілька їх колоній. Значна кількість англів оселилася в області Дейфір (звідси походить назва Дейра). Близько 560 року місцеві англи під проводом Елли. Спочатку вони при підтримці королів Берніції вигнали бриттів з земель в низинах Хамбера, заснувавши королівство. Столиця Дейри знаходилося десь в районі сучасного Поклінгтона у графстві Йоркшир. У міру розширення королівства вона була перенесена до міста Еофервік (давньоримський Еборак, нині Йорк).
До 580 року англи захопили весь південний Евраук. В 604 році Дейра була об'єднана з Берніцією. Королі останніх захопили землі бриттських королівств Гододін, Регед, Елмет. Втім у 633 році після поразки від бриттів (королівство Гвінед) та англів (королівство Мерсія) унія Дейри та Берніції розпалася.
В 634 році на деякий час Дейра знову була об'єднана з Берніцією за володарювання короля Освальда. Це об'єднання зміцнив Освіу, але невдовзі Дейра знову отримала окремих володарів, втім залежних від Берніції. Остаточно об'єднання відбулося у 679 році, утворивши королівство Нортумбрія.

## Королі
- Елла (560—588)
- Етельрік (588—604)
- приєдано до Берніції
- Едвін (616—633)
- Осрік (633—634)
- міжкоролів'я (642—644)
- Освін (644—651)
- Етельвальд (651—654)
- Ельфріт (654—664)
- Егфріт (664—670)
- Ельфвін (670—679)